# Colaspoides pallidicornis
Colaspoides pallidicornis is een keversoort uit de familie bladkevers (Chrysomelidae). De wetenschappelijke naam van de soort werd in 1997 gepubliceerd door Tan & Zhou in Zhou & Tan.